# Euphorbia discrepans
Euphorbia discrepans ist eine Pflanzenart aus der Gattung Wolfsmilch (Euphorbia) in der Familie der Wolfsmilchgewächse (Euphorbiaceae).

## Beschreibung
Die sukkulente Euphorbia discrepans bildet flache Sträucher mit bis zu 60 Zentimeter langen Trieben aus. Durch die dichte Verzweigung werden große, ineinander verflochtene, kompakte Gebüsche ausgebildet. Die vierkantigen Triebe werden 10 Millimeter dick und besitzen entlang der Kanten flache Zähne, die in einem Abstand von 10 Millimeter zueinander stehen. Die länglich dreieckigen Dornschildchen berühren sich fast. Es werden schmale, bis 6 Millimeter lange Dornen ausgebildet. Die Nebenblattdornen sind bis 1 Millimeter lang.
Der Blütenstand besteht aus einzelnen und einfachen Cymen, die nahezu sitzend sind. Die Cyathien erreichen einen Durchmesser von 5,5 Millimeter und die rechteckigen und gelblichen Nektardrüsen stoßen aneinander. Die stumpf gelappte Frucht wird etwa 3,5 Millimeter lang und 5 Millimeter breit. Sie ist mehr oder weniger sitzend. Der eiförmige Samen wird 2,5 Millimeter lang und 2 Millimeter breit. Die Oberfläche ist mit flachen Warzen besetzt.

## Verbreitung und Systematik
Euphorbia discrepans ist im Mjombe-Distrikt in Tansania in Höhenlagen von 1340 bis 1370 Meter auf steinreichen Böden mit lockerem Bewuchs verbreitet.
Die Art steht auf der Roten Liste der IUCN und gilt als stark gefährdet (Endangered).
Die Erstbeschreibung der Art erfolgte 1982 durch Susan Carter Holmes.